# Tasuku Harada
Tasuku Harada (em japonês: 原田 助; 20 de dezembro de 1863 – 21 de fevereiro de 1940) foi um pastor japonês e reitor da Universidade Dōshisha de 1907 a 1919. Harada também iniciou o departamento de estudo japonês da Universidade do Havaí em 1922.

## Vida pregressa
Harada nasceu no território que atualmente é a prefeitura de Kumamoto, no Japão, em 1863. Quando criança, estudou com Leroy Lansing Janes e se converteu ao cristianismo. Ele entrou na Universidade Dōshisha em 1880 e estudou com Jo Niijima. Ele foi batizado em 1881 e ordenado como pastor quatro anos depois. Ele serviu como pastor de uma igreja em Kobe até 1888. Harada então estudou nos Estados Unidos, em específico na Universidade de Chicago e na Universidade de Yale, graduando-se em 1890. Ele ainda estudou em outros países, como Inglaterra e Alemanha.

## Carreira
Em 1896, Harada retornou ao Japão e chefiou várias igrejas, editou o Christian World, com sede em Tóquio, e continuou viajando para o exterior. Ele serviu como presidente da Universidade Dōshisha, de 1907 a 1919, durante o qual as matrículas triplicaram e a universidade se tornou oficialmente credenciada. No entanto, em 1919, ele renunciou após sofrer críticas sobre seu foco no trabalho missionário e suas viagens para o exterior.
Depois de renunciar, Harada deu palestras na Europa e nos Estados Unidos. Embora houvesse muitos sentimentos anti-japoneses na época por causa das greves de açúcar de Oahu, ele lecionou em Honolulu e recebeu um cargo de professor na Universidade do Havaí. Após retornar a Kyoto para pensar sobre isso, ele aceitou a oferta e se mudou para o Havaí com sua esposa e quatro de seus filhos. Ele fundou o departamento de estudos japoneses da Universidade do Havaí em 1922, e foi o reitor do departamento por dez anos. Shunzo Sakamaki e Yukuo Uyehara assumiram o comando após a aposentadoria de Harada. Enquanto trabalhava no Havaí, Harada também se afiliou à União do Pacífico e ao Instituto de Relações do Pacífico.
Após anos com a saúde debilitada, Harada morreu em Kyoto no dia 21 de fevereiro de 1940. Ele recebeu diplomas honorários da Universidade de Edimburgo, do colégio Amherst e da Universidade do Havaí.